# Еверкалікс (комуна)
Комуна Еверкалікс (швед. Överkalix kommun) — адміністративно-територіальна одиниця місцевого самоврядування, що розташована в лені Норрботтен у північній Швеції.
Еверкалікс 32-а за величиною території комуна Швеції. Адміністративний центр комуни — місто Еверкалікс.

## Населення
Населення становить 3 519 чоловік (станом на вересень 2012 року). 
| Кількість населення комуни Еверкалікс за 1970-2010 роки | Кількість населення комуни Еверкалікс за 1970-2010 роки | Кількість населення комуни Еверкалікс за 1970-2010 роки | Кількість населення комуни Еверкалікс за 1970-2010 роки | Кількість населення комуни Еверкалікс за 1970-2010 роки |
| ------------------------------------------------------- | ------------------------------------------------------- | ------------------------------------------------------- | ------------------------------------------------------- | ------------------------------------------------------- |
| Рік                                                     |                                                         |                                                         | Населення                                               |                                                         |
| 1970                                                    | 1970                                                    |                                                         | 6 036                                                   | 6 036                                                   |
| 1975                                                    | 1975                                                    |                                                         | 5 462                                                   | 5 462                                                   |
| 1980                                                    | 1980                                                    |                                                         | 5 083                                                   | 5 083                                                   |
| 1985                                                    | 1985                                                    |                                                         | 4 840                                                   | 4 840                                                   |
| 1990                                                    | 1990                                                    |                                                         | 4 744                                                   | 4 744                                                   |
| 1995                                                    | 1995                                                    |                                                         | 4 560                                                   | 4 560                                                   |
| 2000                                                    | 2000                                                    |                                                         | 4 206                                                   | 4 206                                                   |
| 2005                                                    | 2005                                                    |                                                         | 3 872                                                   | 3 872                                                   |
| 2010                                                    | 2010                                                    |                                                         | 3 611                                                   | 3 611                                                   |
| Джерело: SCB                                            |                                                         |                                                         |                                                         |                                                         |

## Населені пункти
Комуні підпорядковано 4 міські поселення (tätort) та низка сільських, більші з яких:
- Еверкалікс (Överkalix)
- Талльвік (Tallvik)
- Свартбин (Svartbyn)
- Веннесберґет (Vännäsberget)
- Юльєн (Gyljen)
- Норра Талльвік (Norra Tallvik)
- Нибин (Nybyn)
- Лансярв (Lansjärv)

## Галерея

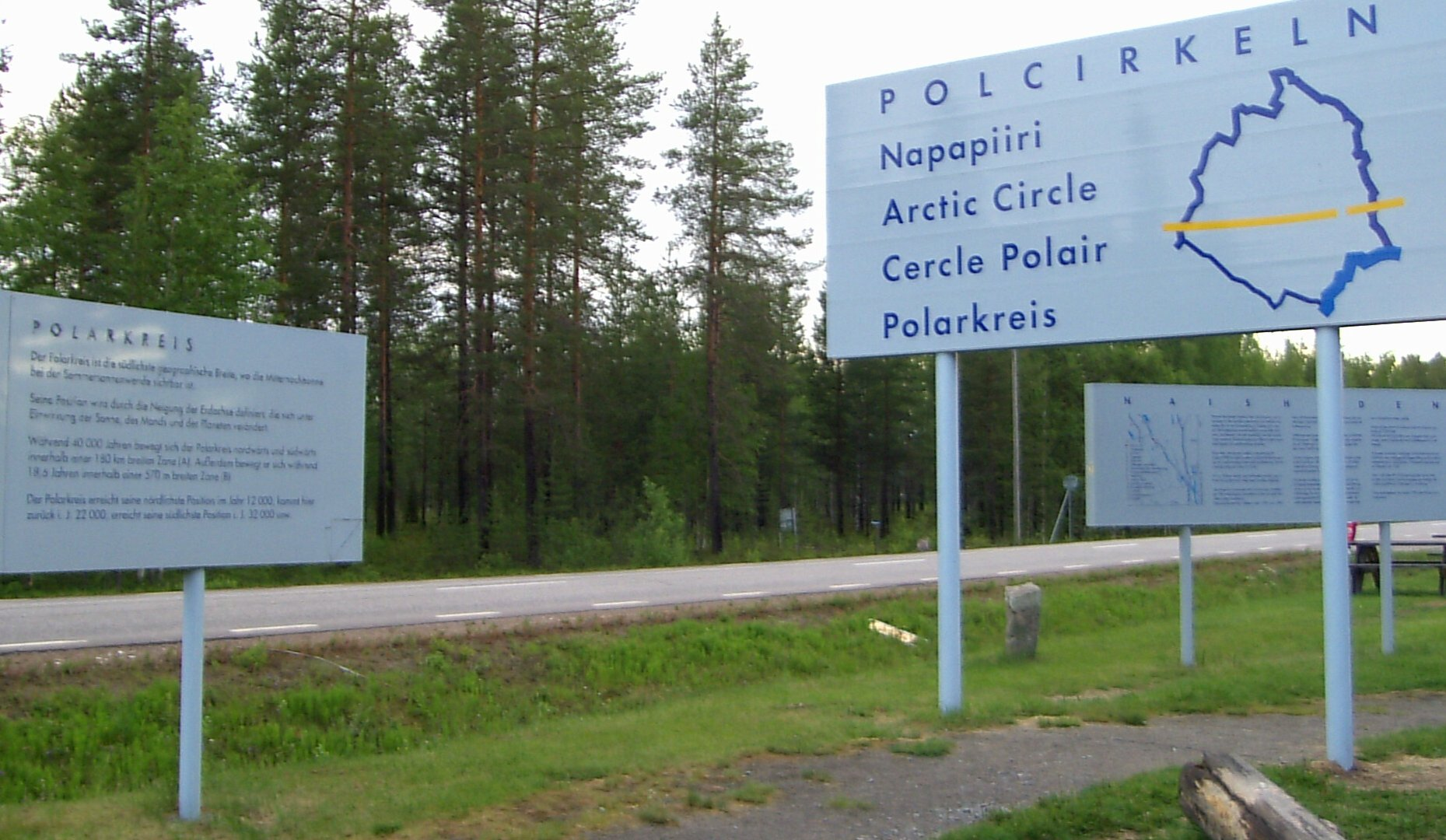
Полярне коло
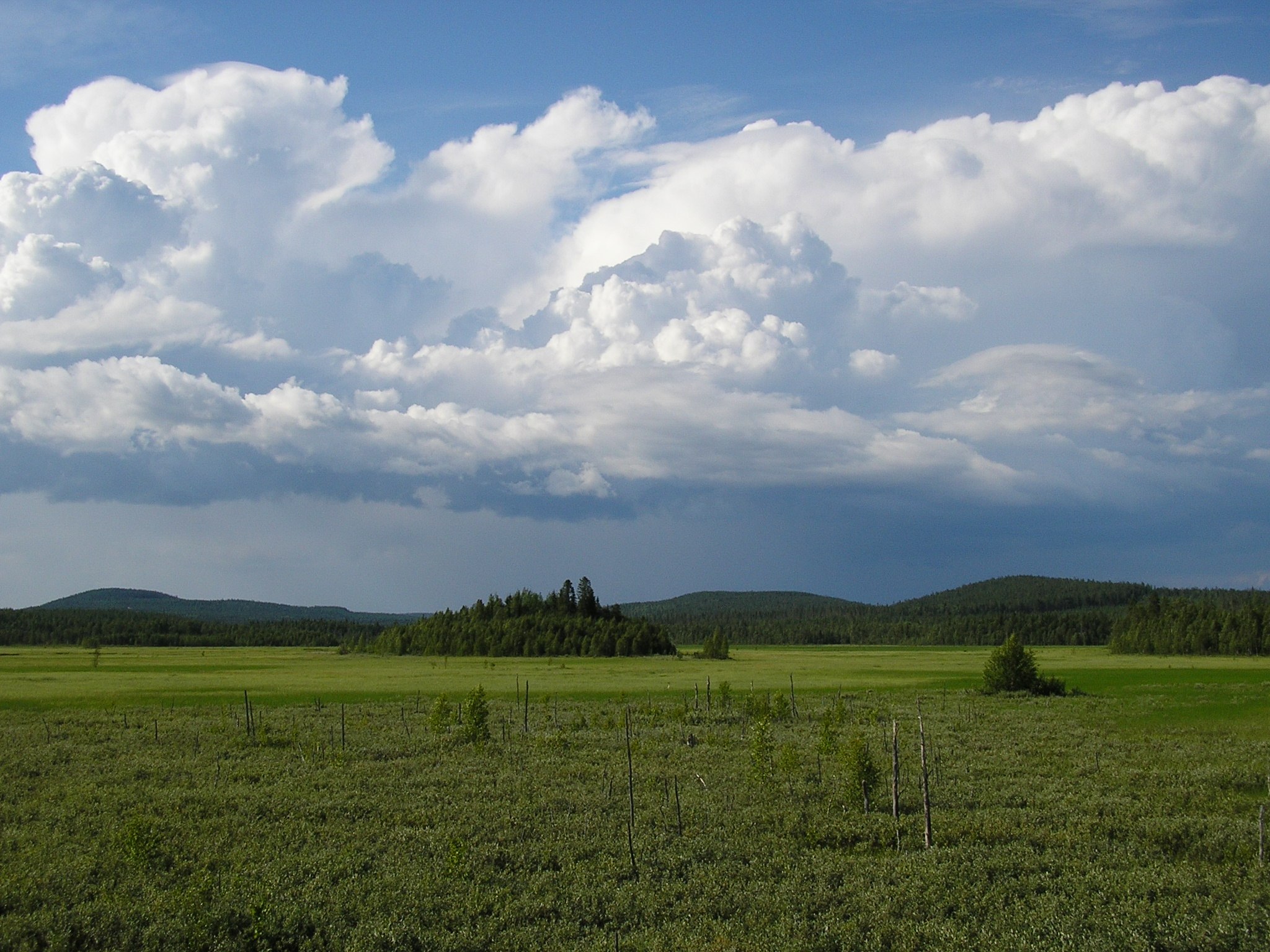
Краєвиди Норрботтена
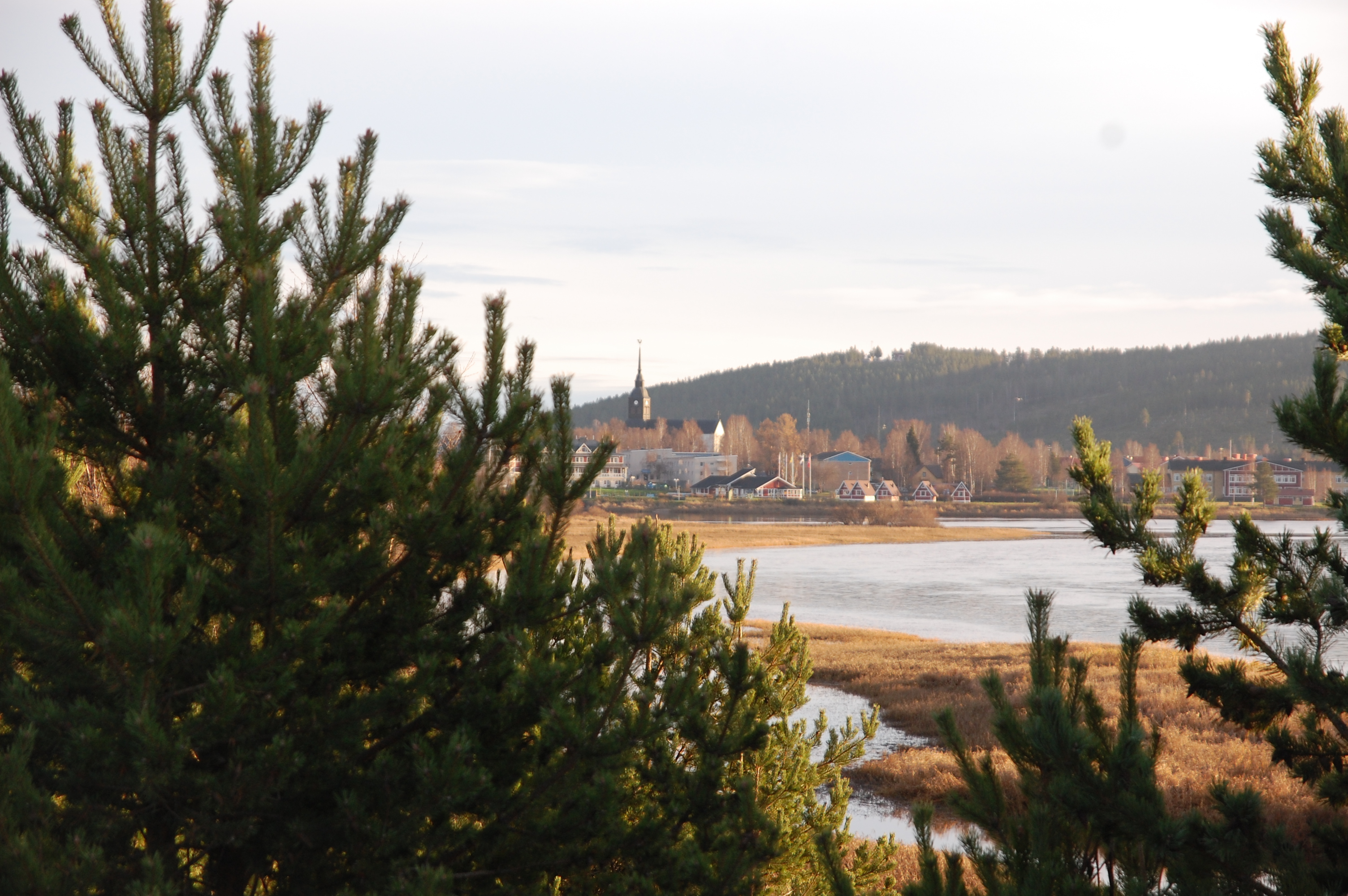
Місто Еверкалікс

## Виноски
1. ↑  Folkmangd i riket, lan och kommuner (шв.) . Центральне бюро статистики Швеції. Архів оригіналу за 20 серпня 2013. Процитовано 13 лютого 2013.